# 솔즈브리 로

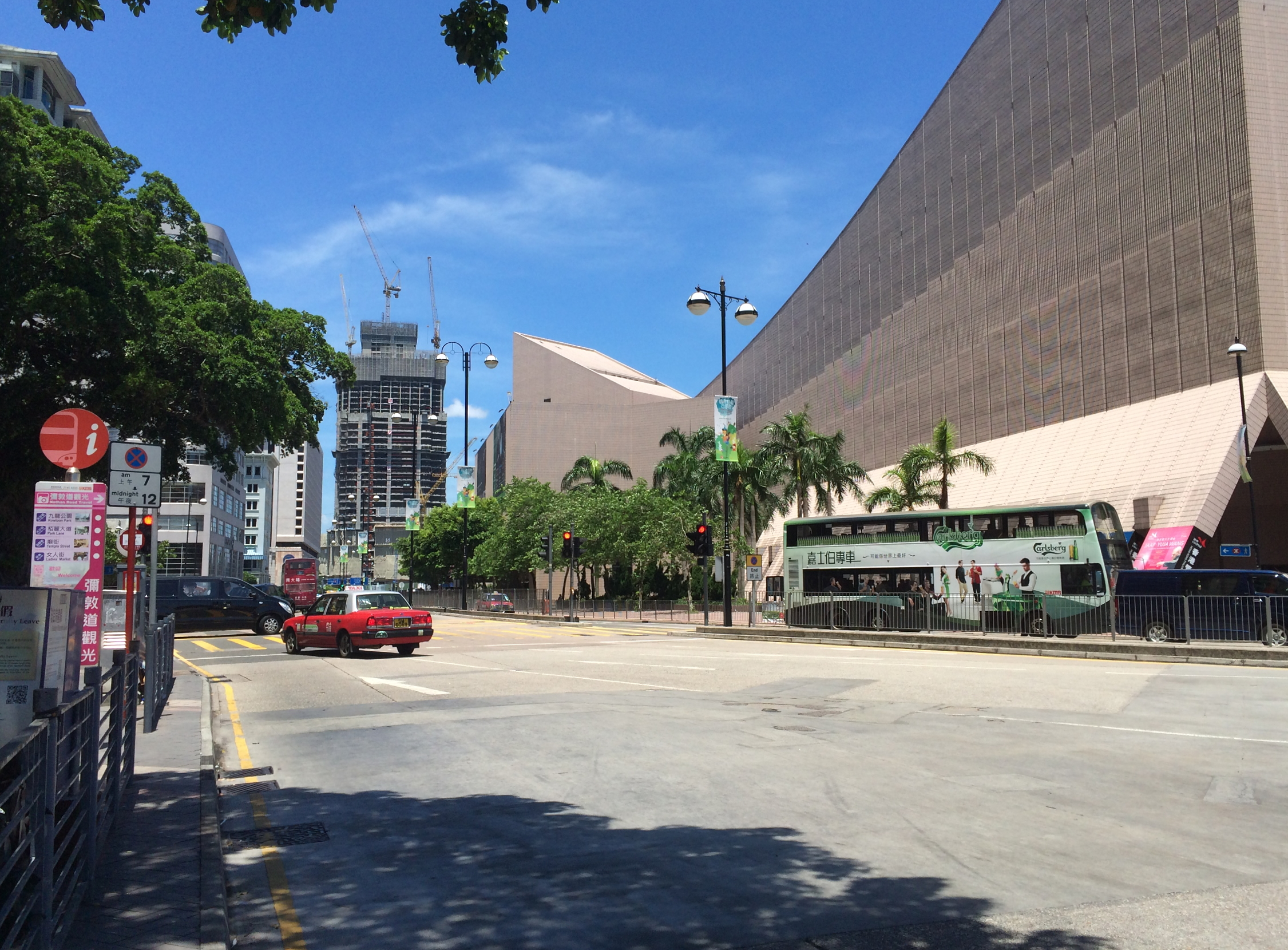
문화센터 부근의 솔즈브리 로 (2015년)

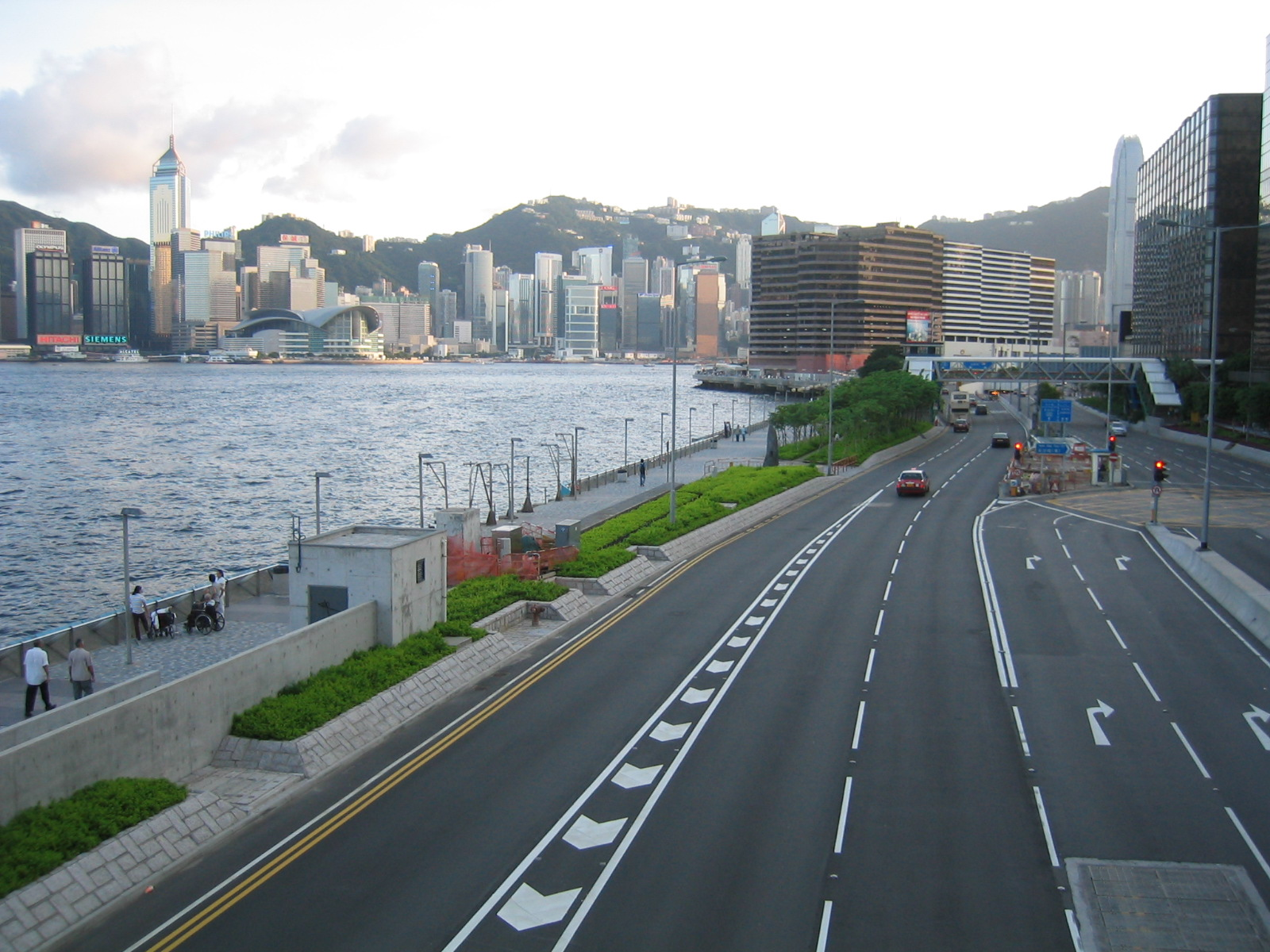
짐사저이동의 앞바다를 지나는 솔즈브리 로 (2005년)

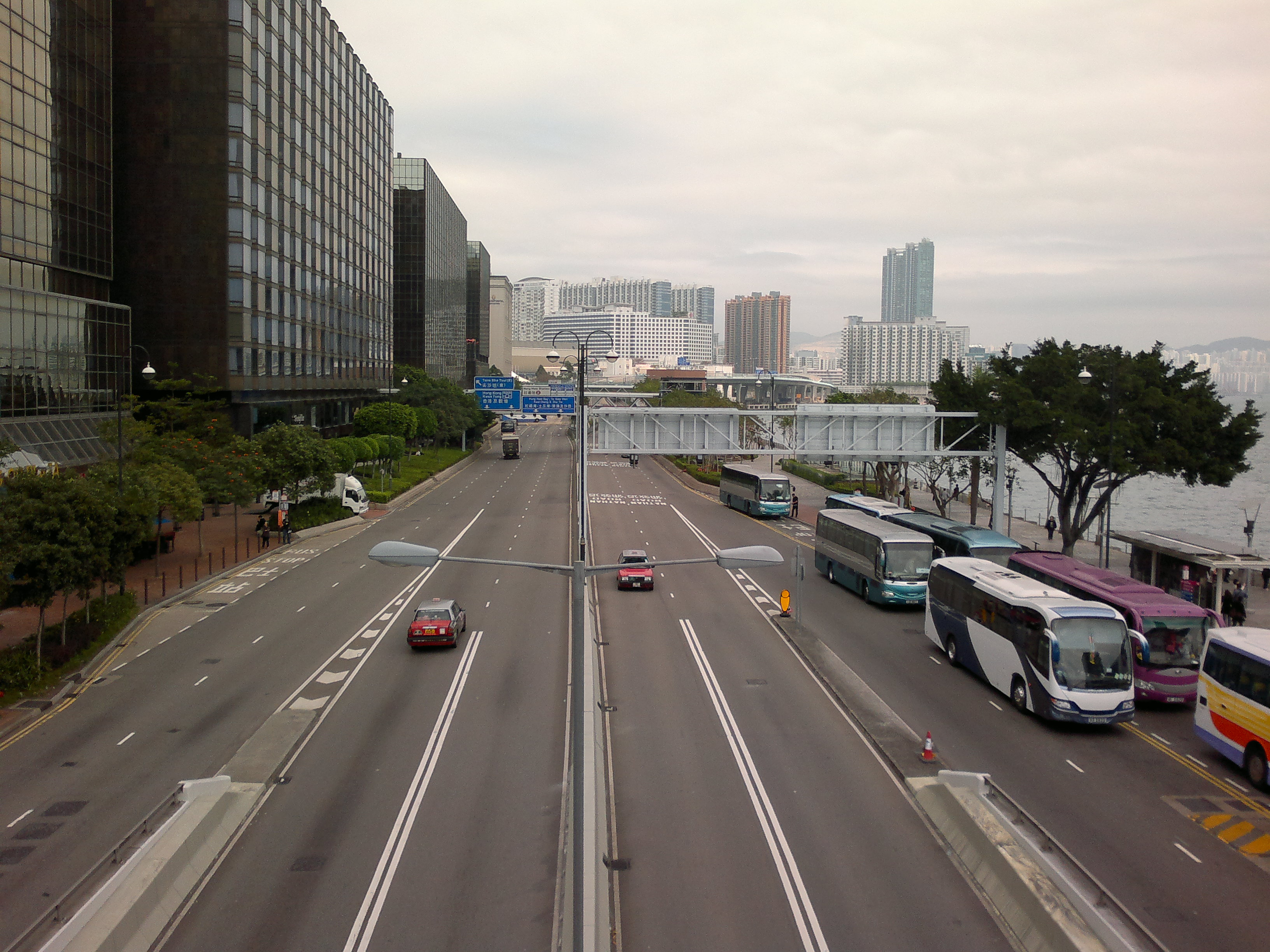
위 사진의 같은 위치에서 반대쪽 방면을 바라본 전경 (2012년)

솔즈브리 로 (Salisbury Road, /ˈsɒlzbri/; 중국어: 梳士巴利道, 병음: Shūshìbālì Dào, 광둥어:so1 si6 ba1 lei6 dou6, 옛 표기법은 梳利士巴利道, 소시바레이 길)는 홍콩 가우룽 짐사저이의 주요 도로 중 하나이다.

## 상세
솔즈브리 로는 빅토리아 항만을 가로지른다. 서쪽 끝의 짐사저이 페리 부두에서 흑두산을 지나 짐사짜이동에 이른다. 솔즈브리 로는 광동 로, 가우룽 파크 드라이브, 나단 로, 채텀 로 등의 여러 주요 도로와 만나며 동쪽 끝에는 훙함 우회도로로 이어진다.

### 주요 명소
솔즈브리 로에는 홍콩의 여러 명소가 인접해 있거나 그 부근에 있다. 성광행, 1881 헤리티지 복합단지 (전 수경총부와 전 가우룽 소방국), 페닌슐라 호텔, 홍콩 태공관, 홍콩 문화센터, 홍콩 미술관, 짐사저이 종루가 있다. 또 솔즈브리 로를 나란히 따라가는 짐사저이 동부해안공원에서는 빅토리아 항을 가로지르는 홍콩의 멋진 스카이라인 풍경을 즐길 수 있다.

## 역사

### 명칭
솔즈브리 로 (Salisbury Road)라는 이름은 19세기 말에 영국의 총리를 지냈던 제3대 솔즈베리 후작 로버트 개스코인세실의 호칭에서 따왔다.
영어명인 도로 이름을 중국어로 음차한 이름은 원래 '소리사파리 도' (梳利士巴利道)였으나 영어명의 i가 묵음이라는 점을 반영하진 못했다. 1970년대에 들어서 홍콩 당국이 두번째 자인 '利'를 빼서 원음에 맞게 바로잡았고, 지금의 '소사파리 도' (梳士巴利道)란 이름이 되어 자리잡았다.

### 철도
솔즈브리 로는 1904년 짐사저이 서쪽 끝까지 확장돴다. 이 끝에 기차와 페리 터미널이 바로 자리해 있었다. 가우룽-광둥 철도 (KCR)은 원래 솔즈브리 로를 따라 달렸고, 그 종착역인 가우룽 역도 솔즈브리 서쪽 끝지점에 위치해 있었다. 1974년에 종착역이 훙함 역으로 옮겨갔고 솔즈브리 로에 있던 역사는 짐사저이 종루만 남기고 1977년에 철거됐다. 그러나 2004년에 동철선 연장구간이 개통되면서 이곳에 KCR 노선이 다시 들어오게 됐다. 이 연장선은 솔즈브리 로의 지하로 지나가며 동짐사저이 역은 솔즈브리 로와 채텀 로의 교차로 지하에 위치해 있다.

### 기타
솔즈브리 로는 홍콩의 자전거 대회 '메가클로톤'의 출발 지점이기도 하다. 2016년 제2회 대회는 9월 25일 일요일 오전 5시부터 진행됐으며, 대회 참가자는 5000여명이다. 가장 많은 인원이 참가하는 코스는 50km와 30km로 구성된 일반 코스이며, 두 코스의 출발 지점이 이 솔즈브리 로였다. 2016년 대회에서는 오전 5시 동호인과 프로 선수 2000명이 참가하는 50km 코스인 챌린지 라이드가 맨 처음으로 진행됐는데, 짐사저이 솔즈브리 로에서 출발해 가우룽 반도와 란터우섬을 잇는 홍콩 최대 규모의 교량인 칭마대교를 건너서 다시 솔즈브리 로로 되돌아오는 여정이었다. 오전 8시15분부터 10시까지는 30km 단체전이 열렸고, 50km 코스와 마찬가지로 짐사저이 솔즈브리 로를 출발해 가우룽 반도 동부 칭이섬에서 반환점을 돌아 가우룽 반도 동부 해안도로를 따라 짐사저이의 솔즈브리 로로 돌아오는 코스였다.

## 같이 보기
- 뉴 월드 센터
- 홍콩의 거리와 도로 목록

## 참고 서적
- Hong Kong Guide 2006, Survey and Mapping Office, 홍콩 정부.